# Дамарско слепо куче
Дамарско слепо куче (лат. Cryptomys damarensis, енгл. Damara mole rat, Damaraland mole-rat) је врста глодара (Rodentia) из породице пешчарских слепих кучића (Bathyergidae).

## Распрострањење
Ареал врсте покрива средњи број држава. Врста има станиште у Замбији, Зимбабвеу, Јужноафричкој Републици, Анголи (непотврђено), Боцвани и Намибији.

## Станиште
Станишта врсте су саване, травна вегетација и речни екосистеми.

## Угроженост
Ова врста је наведена као последња брига, јер има широко распрострањење и честа је врста.